# إليزا بوسيشي
إليزا بوسيشي (بالرومانية: Eliza Buceschi)‏ مواليد 1 أغسطس 1993 في بايا ماري، هي لاعبة كرة يد رومانية تلعب كظهير أيسر. مثلت منتخب رومانيا لكرة اليد للسيدات. شاركت في دورة الألعاب الأولمبية الصيفية سنة 2016. حققت المركز الثالث في بطولة العالم لكرة اليد للسيدات 2015.

## سجل المنافسة
شاركت في البطولات التالية:
- الألعاب الأولمبية الصيفية 2016
- بطولة العالم لكرة اليد للسيدات 2013
- بطولة العالم لكرة اليد للسيدات 2015
- بطولة أوروبا لكرة اليد للسيدات 2016

## الإنجازات
- الدوري الروماني لكرة اليد للسيدات:
  - الفوز: 2014
  - الميدالية الفضية: 2013، 2015

## روابط خارجية
- إليزا بوسيشي على موقع الاتحاد الأوروبي لكرة اليد (الإنجليزية)
- إليزا بوسيشي على موقع أوليمبيديا (الإنجليزية)